# Kanton Arc-en-Barrois
Arc-en-Barrois is een voormalig kanton van het Franse departement Haute-Marne. Het kanton maakte deel uit van het arrondissement Chaumont.
Het kanton werd op 22 maart 2015 opgeheven, waarop de gemeenten werden opgenomen in het aangrenzende kanton Châteauvillain.

## Gemeenten
Het kanton Arc-en-Barrois omvatte de volgende gemeenten:
- Arc-en-Barrois (hoofdplaats)
- Aubepierre-sur-Aube
- Bugnières
- Coupray
- Cour-l'Évêque
- Dancevoir
- Giey-sur-Aujon
- Leffonds
- Richebourg
- Villiers-sur-Suize